# 沙姆塞
沙姆塞（法語：Chamesey，法語發音：[ʃamzɛ]）是法国杜省的一个市镇，属于蓬塔利耶区。

## 地理
沙姆塞（47°14'13"N, 6°38'57"E）面积6.42 平方千米，位于法国勃艮第-弗朗什-孔泰大區杜省，该省份为法国东部内陆省份，北起上索恩省，西接汝拉省，东部及东南部与瑞士接壤，东北部与贝尔福地区省接壤。
与沙姆塞接壤的市镇（或旧市镇、城区）包括：贝勒埃尔布、皮埃尔方丹莱瓦朗、布勒通维莱、隆日韦勒莱吕塞。

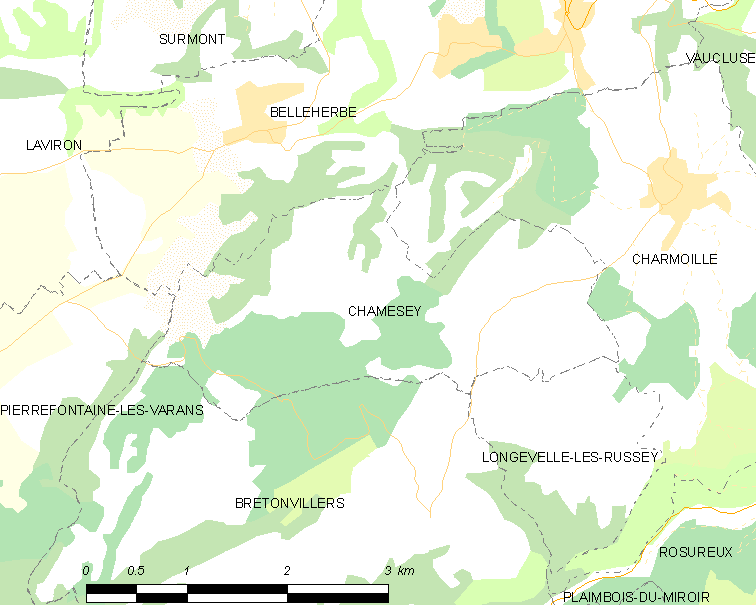
沙姆塞的OSM定位图

沙姆塞的时区为UTC+01:00、UTC+02:00（夏令时）。

## 行政
沙姆塞的邮政编码为25380，INSEE市镇编码为25113。

## 政治
沙姆塞所属的省级选区为瓦尔达翁县。

## 人口

1962-2008年间沙姆塞人口变化图示

沙姆塞于2022年1月1日时的人口数量为139人。